# Billy Goldenberg
William Leon "Billy" Goldenberg (Brooklyn, 10 de febrero de 1936 - Nueva York, 3 de agosto de 2020) fue un compositor estadounidense conocido por su trabajo en el cine y la televisión.

## Carrera
Entre sus trabajos más notables se encuentran su colaboraciones con Steven Spielberg en sus telefilms (en particular, El diablo sobre ruedas) y su colaboración en siete episodios de la serie de la NBC, Columbo. Ha compuesto el tema musical de varios programas de televisión, incluyendo Kojak, Rhoda y Our House. También ha compuesto la banda sonora de incontables películas y series de televisión, incluyendo Onassis: El hombre más rico del mundo, 18 Again!, Guilty Conscience, Helter Skelter, The Legend of Lizzie Borden, Rage of Angels de Sidney Sheldon y centenares de otros.
Goldenberg fue el director musical del programa especial de regreso de Elvis Presley, el show de Ann-Margret y una tarde con Diana Ross entre otras.
Recibió un Premio Emmy en 1975 por la miniserie de la CBC, Benjamin Franklin y de nuevo en 1978 por la miniserie de la NBC, King. Ha recibido 22 nominaciones a los premios Emmy en total.
Goldenberg ha sido acompañante musical de Una tarde con Elaine May y Mike Nichols. Ha sido también compositor del musical de Broadway dirigido por Michael Bennett, Ballroom, basado en el especial de televisión Queen of the Stardust Ballroom, que también el compuso. También fue cocreador y acompañante del musical de Beatrice Arthur, Broadway - Just Between Friends, por el cual recibió una nominación al Premio Tony y realizó extensas giras por Estados Unidos, Inglaterra, Australia, Canadá y Sudáfrica. En septiembre de 2009, produjo ejecutivamente un homenaje a Arthur, amiga de Goldenberg durante más de 30 años, quién murió en abril de 2009.
Sus canciones han sido grabadas por cantantes como Barbra Streisand, Liza Minnelli, Diana Ross, Bea Arthur y Dorothy Loudon, entre otros.